# Atrichopsis
Atrichopsis là một chi rêu trong họ Polytrichaceae.